# Charles Emmanuel Sigismond de Montmorency-Luxembourg
Charles-Emmanuel-Sigismond de Montmorency-Luxembourg (Parigi, 27 giugno 1774 – Parigi, 3 marzo 1861) è stato un nobile, militare e diplomatico francese.

## Biografia
Figlio secondogenito di Anne Charles Sigismond de Montmorency-Luxembourg (1737-1803) e di sua moglie Madeleine Suzanne Adélaïde de Voyer de Paulmy d'Argenson (1752-1813), venne destinato dal padre ad intraprendere la carriera militare, ma fu costretto col resto della sua famiglia ad emigrare all'estero a causa della Rivoluzione francese. Si recò quindi dapprima a Londra e già dal luglio del 1789 si trasferì stabilmente a Lisbona, in Portogallo. La morte di suo fratello maggiore nel 1799 lo rese l'erede delle sostanze e dei titoli di suo padre, il quale morì nel 1803.
Tornò in Francia con la Restaurazione dove re Luigi XVIII gli concesse il grado di tenente generale dell'esercito ed il titolo di capitano della 4ª compagnia delle guardie del corpo del re. Fu inoltre valente diplomatico come ambasciatore straordinario dapprima in Portogallo e poi in Brasile, nel 1816.

## Stemma
| Image | Stemma |
| ----- | --- |
| \| \| | Anne Charles Sigismond de Montmorency-Luxembourg Duca di Châtillon, Duca di Piney-Luxembourg, Cavaliere dell'Ordine dello Spirito Santo |
|       | |